# Тьеррадентро
Тьеррадентро, исп. Tierradentro — национальный археологический парк в юрисдикции муниципалитета Инса (Inza), департамент Каука (Cauca) в Колумбии. Парк удалён на 100 км от столицы департамента г. Попаян.
Парк получил известность благодаря нескольким подземным склепам доколумбовой эпохи: Alto del Aguacate, Alto de San Andrés, Alto de Segovia, Alto del Duende, El Tablón.
Обычно склеп имеет вход, ориентированный на запад, спиральную лестницу и основную камеру, обычно на глубине 5-8 метров, окружённую несколькими меньшими камерами, причём в каждой камере находится не по одному телу. Стены окрашены геометрическими, антропоморфными и зооморфными рисунками с использованием красной, белой и чёрной красок. Некоторые статуи и останки керамики и тканей едва сохранились из-за того, что могилы неоднократно подвергались разграблению.
Комплекс захоронений относится к 1 тысячелетию н.э. Захоронения, входящие в археологический парк, датируются от 6 до 9 вв. Детали скульптур и рисунков напоминают аналогичные детали памятников культуры Сан-Агустин (Колумбия).
Парк приносит значительную прибыль местной экономике благодаря большому количеству посетителей, как из Колумбии, так и из-за рубежа. Он относится к памятникам всемирного наследия ЮНЕСКО.